# I.Ae. 45 Querandí
El DINFIA I.Ae. 45 Querandí fue un avión bimotor de transporte ligero construido por la Fábrica Militar de Aviones en Argentina en la década de 1950.

## Desarrollo
El I.Ae. 45 Querandí fue diseñado como un avión de transporte ejecutivo y ligero. Era un monoplano bimotor de ala alta fabricado totalmente en metal con la parte trasera del fuselaje elevada, en la cual tenía dos derivas y dos timones de dirección, además de un tren de aterrizaje de triciclo retráctil. El avión era impulsado por dos motores de pistón  Avco Lycoming O-320 y tenía capacidad para transportar al piloto y a 4 pasajeros. El primer prototipo tuvo su primer vuelo el 23 de septiembre de 1957, posteriormente se desarrolló el segundo prototipo denominado IA-45B, el cual era impulsado por un motor Lycoming O-360 y tenía capacidad para transportar al piloto y a cinco pasajeros.

## Variantes
I.Ae. 45
Primer prototipo impulsado por dos motores de pistón  Avco Lycoming O-320 con capacidad para 5 personas, solo fue construido uno cuyo primer vuelo fue el 23 de septiembre de 1957.
I.Ae. 45B
Versión mejorada del I.Ae. 45 impulsado por dos motores Lycoming O-360 y con capacidad para 6 personas. Solo uno fue construido y su primer vuelo fue el 15 de noviembre de 1960.

## Epecificaciones (I.Ae. 45B)
Datos de
Características generales
- Tripulación: 1
- Capacidad: 5 pasajeros
- Longitud: 8.92 m (29 ft 3 in)
- Envergadura: 13.75 m (45 ft 1 in)
- Altura: 2.79 m (9 ft 2 in)
- Superficie alar: 19.3 m² (208 sq ft)
- Relación de aspecto: 9.8:1
- Perfil alar: NACA 23016 en la raíz, NACA 23010 en extremos
- Peso vacío: 1,710 kg (3,770 lb)
- Peso bruto: 1,800 kg (3,968 lb)
- Capacidad de combustible: 400 L (110 US gal; 88 imp gal)
- Planta motriz: 2 × Lycoming O-360 de 4 cilindros opuestos enfriado por aire, 130 kW (180 hp) cada uno

Rendimiento
- Velocidad máxima: 276 km/h (171 mph, 149 kn) a nivel del mar
- Velocidad crucero: 245 km/h (152 mph, 132 kn) a nivel del mar (75% de potencia)
- Velocidad de entrada en pérdida 110 km/h (68 mph, 59 kn) (con alerones extendidos)
- Alcance máximo: 1,100 km (680 mi, 590 nmi) (30 minutos de reserva, 75% de potencia)
- Techo de vuelo: 7,500 m (24,600 ft)
- Régimen de ascenso: 7.0 m/s (1,380 ft/min)